# Man to Man
Man to Man es un largometraje dirigido por Régis Wargnier.

## Argumento
La película comienza a transcurrir el 6 de mayo de 1872 y cuenta cómo el joven médico Jamie Dodd y la aventurera Elena Van Den Ende viajan al corazón de la inexplorada África Ecuatorial, en el límite entre las actuales Argelia y Costa de Marfil, en busca de los orígenes de la humanidad. Regresan a Edimburgo con dos pigmeos capturados, Toko y Likola, que son considerados como los eslabones perdidos entre el hombre y el simio, y expuestos posteriormente en el Zoo de Galés como animales. Jamie se embarcará en una cruzada por defender a los pigmeos, proclamándolos seres inteligentes, sensibles y humanos, con la intención de devolverlos a África y que vuelvan a ser libres. Su camino se verá dificultada por el Alexander quien dice que Jamie solo esta delirando y que los pigmeos realmente no son humanos.Cuando las cosas se ponen peor Elena decide ponerse de su lado, más allá de que en ningún momento diga abiertamente que está de acuerdo con la idea de Jamie decide mostrar su apoyo y ayudarlo a que los demás puedan ver que Toko y Likola son tan humanos como ellos.
- Datos: Q3285136